# Stylopoma informata
Stylopoma informata är en mossdjursart som först beskrevs av Lonsdale 1845.  Stylopoma informata ingår i släktet Stylopoma och familjen Schizoporellidae. Inga underarter finns listade i Catalogue of Life.